# Hádův chrám
Hádův chrám (v originále The House of Hades) je čtvrtý díl knižní fantasy série Bohové Olympu amerického spisovatele Ricka Riordana vydaný v roce 2013. Románu předchází v sérii díl Znamení Athény, následující knihou je Krev polobohů.
Česky vyšel v roce 2014 v nakladatelství Fragment.

## Děj
Brána smrti, průchod mezi světy mrtvých a živých je v rukou Gaie a jejích služebníků. Davy příšer se hrnou do světa živých a chystají se nad ním převzít moc. Percy a jeho družina musí přijít na způsob, jak bránu opět uzavřít a zároveň se vrátit z Tartaru, temné části podsvětí, kde vládne Hádes - bůh mrtvých. K Táboru polokrevných se přibližuje horda římských polobohů v touze zničit ho.